# 후치우

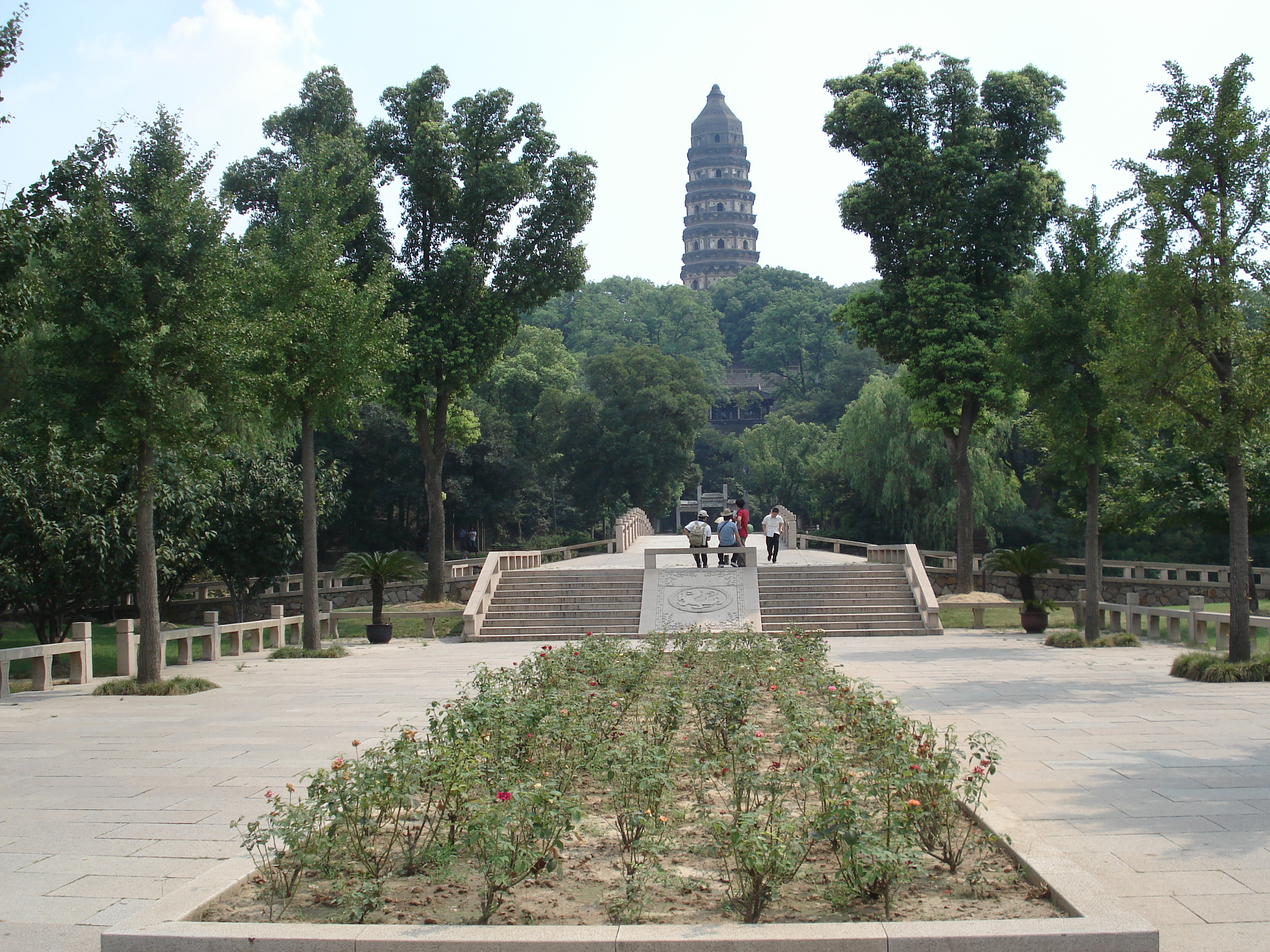
호구탑 입구

호구(虎丘, 후치우)는 중국 장쑤성 쑤저우의 언덕에 있는 인기 있는 여행목적이자, 자연의 아름다움을 가진 유적지이다. 언덕이 호랑이가 웅크린 것처럼 보이기 때문에 호구라는 것과, 전설에 따르면, 기원전 496년 오왕 합려를 매장했을 때, 언덕 위에 백호가 나타났다고 하여 호구라고 했다는 설이 있다.

## 주요 포인트
- 감감천(憨憨泉)

후치우의 정문을 들어서 왼편으로 처음 보이는 마른 우물이다. 양나라(梁)의 고승인 감감이 목이 말라 맨손으로 팠다는 샘이다. 눈 먼 동자승이 꿈에서 우물자리를 발견하고 그곳을 파서 나온 물로 눈을 닦으니 눈을 뜨게 되었다는 전설이 있다.
- 시검석

오왕 합려가 간장을 시켜 명검을 만들어오게 하여 명검을 시험하기 위해 바위를 갈랐다는 전설이 내려오는데, 바위의 중앙에 칼로 깊게 벤 듯한 선명한 칼자국이 있다.
- 침석과 석도

손오공이 복숭아를 물고가다 떨어진 복숭아가 바위로 변했다는 복숭아처럼 생긴 바위가 석도(石桃)이다. 천인석 맞은 편으로 조금 위로 지나가면 보인다. 그 위쪽으로는 베개 모양처럼 생겼다고 하여 '침석(枕石)'이라고 이름 붙은 바위가 있다. 이곳에 돌을 던져 바위 위에 떨어지면 아들을 낳는다는 전설이 있다.
- 진랑묘

진랑(真娘)은 당대(唐代) 명기로 이름이 높았는데, 당현종 때의 유명한 가기(歌妓)였다고 한다. 진랑을 탐낸 사대부의 희롱을 피해 자결했다고 전해지며, 백거이(白居易)는 진랑을 소재로 시를 지었다. '진랑의 묘'는 아담하고 작은 정자로 그 안에 비석이 서 있다.
- 천인석

오왕 합려가 화살을 맞은 후유증으로 죽자, 왕릉을 만들었는데 명검 3,000개와 그때 공사를 했던 인부 1,000명을 천인석 위에서 죽여서 지금도 그 돌빛이 붉다고 전해진다. 이렇게 하여 천인석이라는 설과 양나라(梁)의 고승 도생(道生)이 이곳에서 설법을 하자 돌들이 고개를 끄덕였다는 전설이 전한다고 하여 천인석이라는 설 두가지가 전한다.
- 이선정(二仙亭)

신선놀음에 도끼 자루 썩는 줄 모른다는 속담이 유래된 곳으로 천인석 바로 앞쪽 호구검지의 오른 편에 있다.
- 호구검지

BC 496년 합려를 묻을 때 같이 묻었다는 전설의 어장검 등 명검 3,000 자루가 있는 곳이다. 천인석 바로 윗 편에 위치를 하며, 호구검지라고 쓴 큰 글자가 인상적이다.
- 호구탑

7층 불탑으로 지진으로 인해 기울어져 있어 동양의 피사의 사탑이라고 부른다. 정식 명칭은 운암사탑이다.
- 쌍정교(雙井橋)

호구검지 위쪽으로 난 다리이다. 뚫려있는 두 개의 구멍으로 검지의 물을 퍼 올렸다고 하며, 검지의 물이 맑아서 서시가 거울로도 사용했다고 한다.

## 갤러리

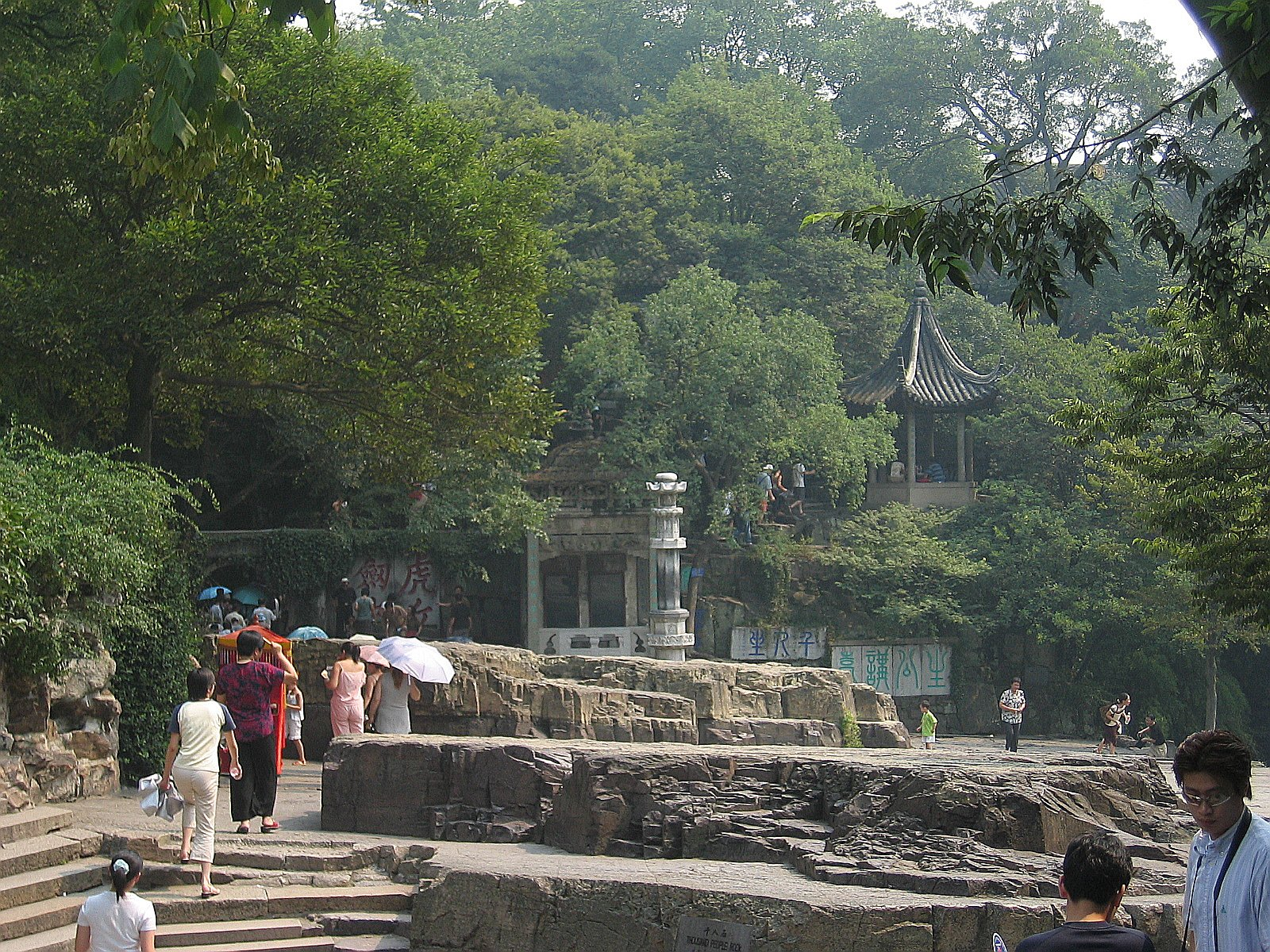
천인좌(千人坐)
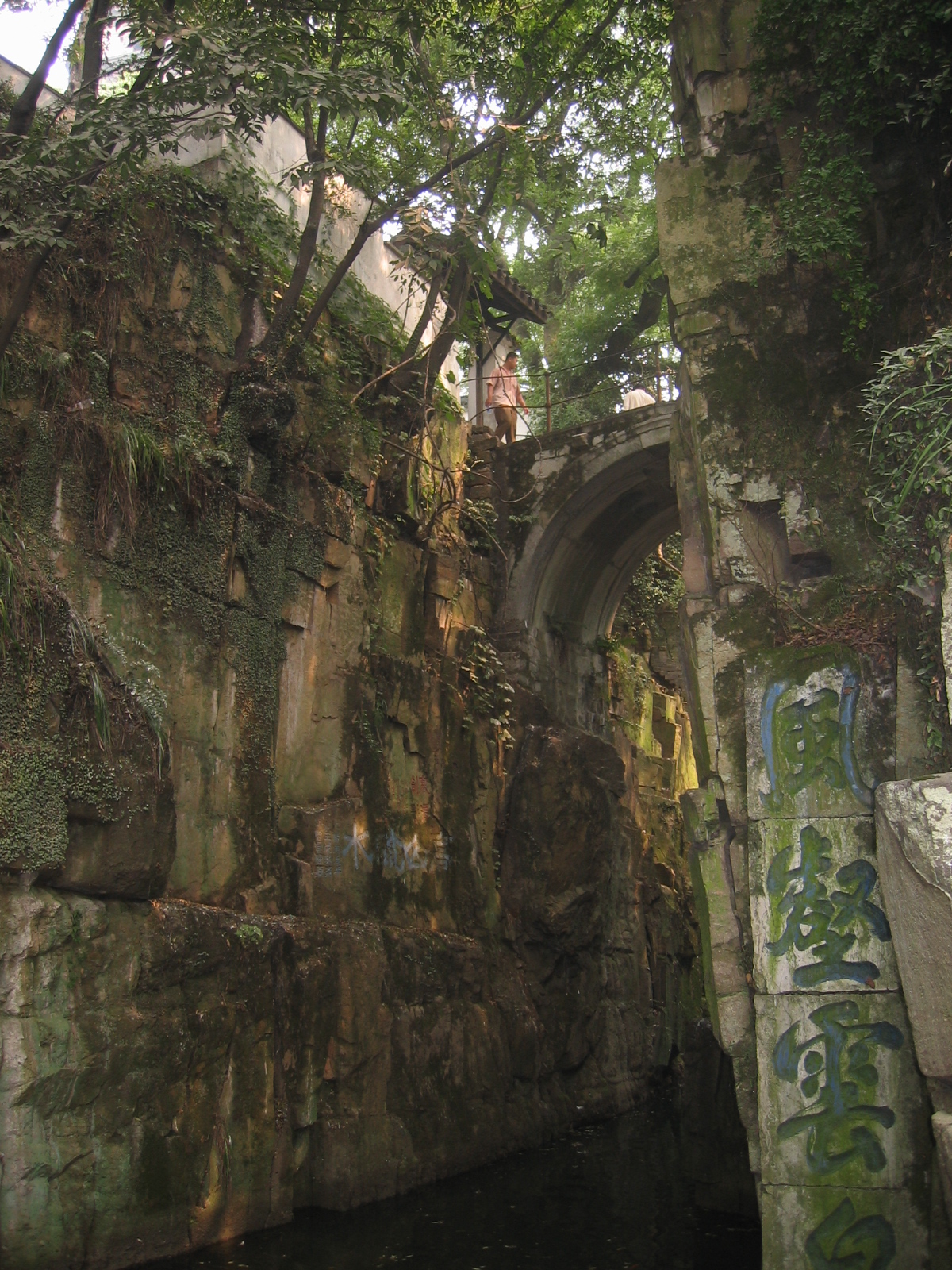
검지(剑池)
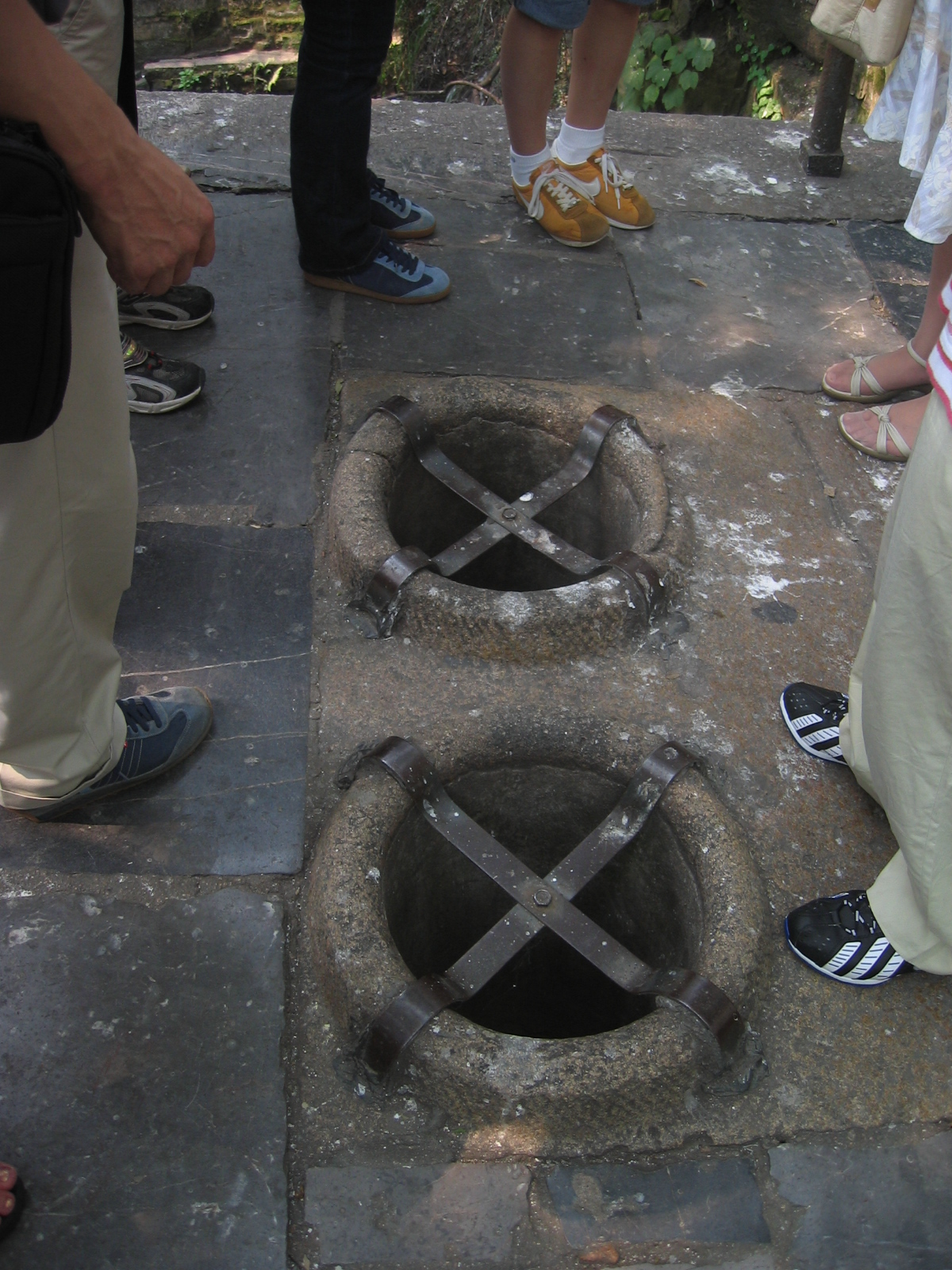
쌍정(双井)
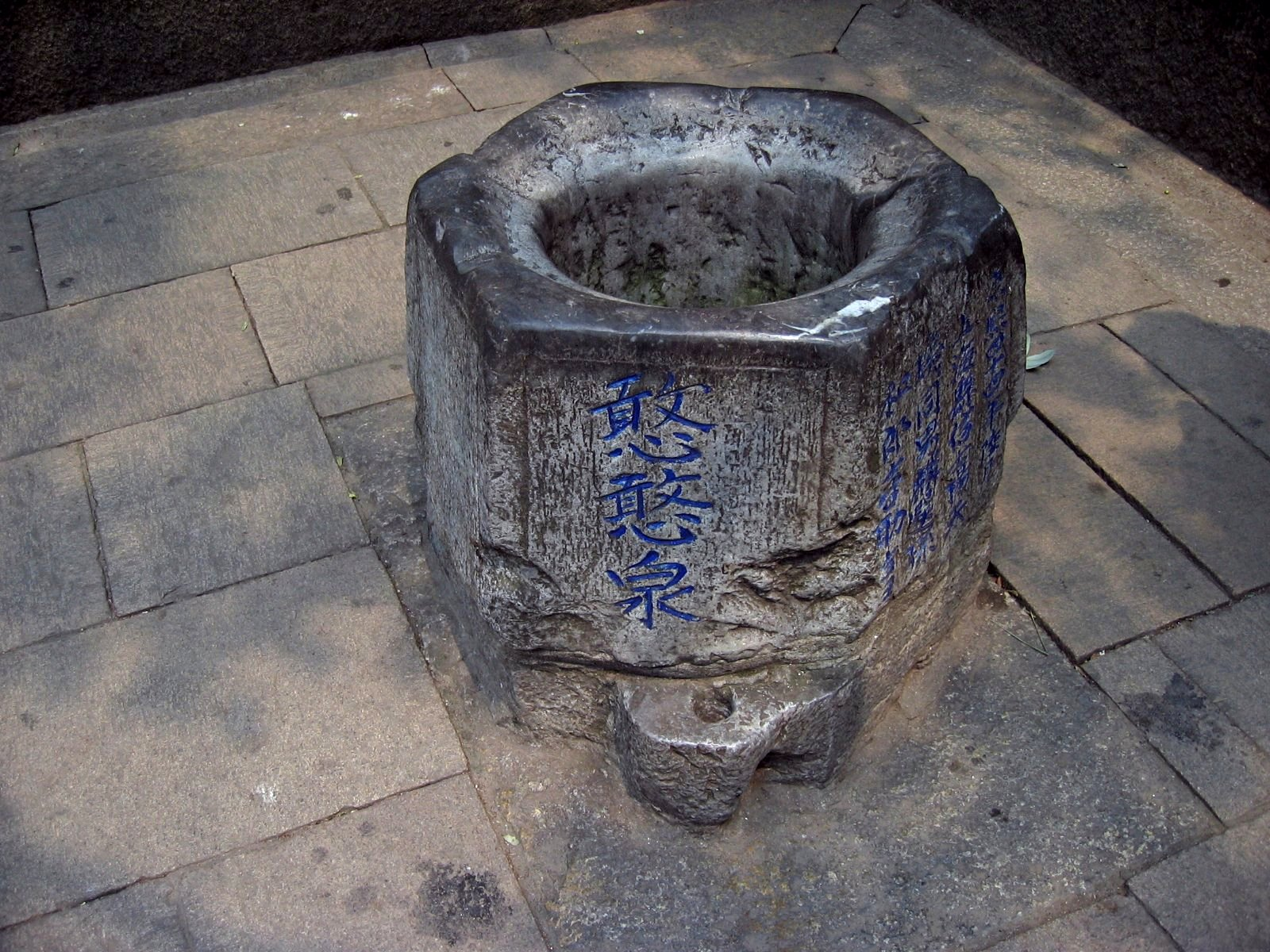
감람천(憨憨泉)

## 평가
많은 전설과 역사가 깃든 곳이기도 하지만, 아직까지 세계유산으로 신청만 되어 있을 뿐 지정은 되지 못하였다. 사료보다는 전설이 많고, 침석과 석도와 같은 경우에서 보듯 민간 구전으로 과장되거나 지어진 전설도 보인다. 하지만 쑤저우에서 가장 사연이 많고, 역사적인 배경이 된 곳은 틀림이 없다.

## 같이 보기
- 합려
- 샨탕제